# Hlinsko v Čechách (nádraží)
Hlinsko v Čechách je železniční stanice v severozápadní části města Hlinska v okrese Chrudim v Pardubickém kraji. Leží na jednokolejné neelektrizované trati Pardubice – Havlíčkův Brod. V Hlinsku se dále nachází železniční zastávka Hlinsko-Kouty.

## Historie
V roce 1871 dostavěla společnost Rakouská severozápadní dráha (ÖNWB) svou trať navazující na železnici z Liberce a Rosic nad Labem a pokračující dále přes Chrudim do Havlíčkova Brodu, pravidelný provoz na trati byl zahájen 1. června. Autorem univerzalizované podoby stanic pro celou dráhu byl architekt Carl Schlimp. Trasa byla výsledkem snahy o propojení železničních tratí v majetku ÖNWB jihozápadním směrem, tedy traťových úseků Liberec-Pardubice a hlavního tahu společnosti, železniční trati spojující Vídeň a Berlín.

## Popis
V roce 2016 byla dokončena rekonstrukce nádraží prováděná na širším úseku trati. Původní jedno hranové a jedno ostrovní nekryté nástupiště nahradilo jedno nekryté vyvýšené nástupiště poloostrovní (k příchodu slouží přechody přes kolejiště). Přímo na areál přiléhá Dopravní terminál Hlinsko otevřený v roce 2019, jenž slouží též jako autobusové nádraží.